# Badis badis
Badis badis е вид бодлоперка от семейство Badidae. Видът не е застрашен от изчезване.

## Разпространение и местообитание
Разпространен е в Бангладеш, Бутан, Индия (Асам, Бихар, Западна Бенгалия, Манипур, Ориса, Утар Прадеш, Утаракханд и Химачал Прадеш), Непал и Пакистан.
Обитава сладководни и тропически води и реки.

## Описание
На дължина достигат до 5 cm.